# John Hayden
Pour les articles homonymes, voir Hayden.
John Hayden (né le 14 février 1995 à Chicago dans l'État d'Illinois aux États-Unis) est un joueur professionnel américain de hockey sur glace. Il évolue au poste d'attaquant.

## Biographie
Il est repêché au troisième tour par les Blackhawks de Chicago au 74e rang lors du repêchage d'entrée dans la LNH 2013. Il rejoint par la suite l'équipe des Bulldogs de l'Université Yale et joue quatre saisons avec l'équipe universitaire.
Après avoir complété ses quatre ans d'université, il signe avec les Blackhawks le 12 mars 2017 et fait ses débuts avec l'équipe de la LNH quatre jours plus tard contre les Sénateurs d'Ottawa. À son deuxième match, le 18 mars, il marque son premier but dans la ligue face aux Maple Leafs de Toronto.
Le 22 juin 2019, il est échangé aux Devils du New Jersey en retour de l'attaquant John Quenneville.

## Statistiques

### En club
| Saison     | Équipe                         | Ligue      |     | Saison régulière | Saison régulière | Saison régulière | Saison régulière | Saison régulière |   | Séries éliminatoires | Séries éliminatoires | Séries éliminatoires | Séries éliminatoires | Séries éliminatoires |
| Saison     | Équipe                         | Ligue      | PJ  | B                | A                | Pts              | Pun              | PJ               | B | A                    | Pts                  | Pun                  |                      |                      |
| 2011-2012  | U.S. National Development Team | USHL       | 36  | 8                | 7                | 15               | 51               | 2                | 0 | 2                    | 2                    | 2                    |                      |                      |
| 2012-2013  | U.S. National Development Team | USHL       | 24  | 11               | 9                | 20               | 51               | -                | - | -                    | -                    | -                    |                      |                      |
| 2013-2014  | Université Yale                | ECAC       | 33  | 6                | 10               | 16               | 18               | -                | - | -                    | -                    | -                    |                      |                      |
| 2014-2015  | Université Yale                | ECAC       | 29  | 7                | 11               | 18               | 10               | -                | - | -                    | -                    | -                    |                      |                      |
| 2015-2016  | Université Yale                | ECAC       | 32  | 16               | 7                | 23               | 26               | -                | - | -                    | -                    | -                    |                      |                      |
| 2016-2017  | Université Yale                | ECAC       | 33  | 21               | 13               | 34               | 62               | -                | - | -                    | -                    | -                    |                      |                      |
| 2016-2017  | Blackhawks de Chicago          | LNH        | 12  | 1                | 3                | 4                | 4                | 1                | 0 | 0                    | 0                    | 0                    |                      |                      |
| 2017-2018  | Blackhawks de Chicago          | LNH        | 47  | 4                | 9                | 13               | 54               | -                | - | -                    | -                    | -                    |                      |                      |
| 2017-2018  | IceHogs de Rockford            | LAH        | 24  | 5                | 12               | 17               | 7                | 13               | 3 | 0                    | 3                    | 2                    |                      |                      |
| 2018-2019  | Blackhawks de Chicago          | LNH        | 54  | 3                | 2                | 5                | 27               | -                | - | -                    | -                    | -                    |                      |                      |
| 2019-2020  | Devils du New Jersey           | LNH        | 43  | 3                | 1                | 4                | 77               | -                | - | -                    | -                    | -                    |                      |                      |
| 2020-2021  | Coyotes de l'Arizona           | LNH        | 29  | 2                | 3                | 5                | 37               | -                | - | -                    | -                    | -                    |                      |                      |
| 2021-2022  | Sabres de Buffalo              | LNH        | 55  | 2                | 2                | 4                | 84               | -                | - | -                    | -                    | -                    |                      |                      |
| 2022-2023  | Kraken de Seattle              | LNH        | 7   | 2                | 0                | 2                | 7                | -                | - | -                    | -                    | -                    |                      |                      |
| 2022-2023  | Firebirds de Coachella Valley  | LAH        | 47  | 17               | 16               | 33               | 58               | 10               | 1 | 1                    | 2                    | 16                   |                      |                      |
| 2023-2024  | Kraken de Seattle              | LNH        | 2   | 0                | 0                | 0                | 0                | -                | - | -                    | -                    | -                    |                      |                      |
| 2023-2024  | Firebirds de Coachella Valley  | LAH        | 65  | 15               | 11               | 26               | 73               | 18               | 9 | 4                    | 13                   | 10                   |                      |                      |
| 2024-2025  | Kraken de Seattle              | LNH        | 20  | 1                | 1                | 2                | 31               | -                | - | -                    | -                    | -                    |                      |                      |
| 2024-2025  | Firebirds de Coachella Valley  | LAH        | 44  | 11               | 16               | 27               | 34               | 6                | 2 | 1                    | 3                    | 14                   |                      |                      |
| Totaux LNH | Totaux LNH                     | Totaux LNH | 269 | 18               | 21               | 39               | 321              | 1                | 0 | 0                    | 0                    | 0                    |                      |                      |

### En équipe nationale
| Année | Équipe         | Compétition                  |   | PJ | B | A | Pts | Pun               |  | Résultat |
| 2013  | États-Unis U18 | Championnat du monde -18 ans | 7 | 1  | 1 | 2 | 6   | Médaille d'argent |  |          |
| 2015  | États-Unis U20 | Championnat du monde junior  | 5 | 1  | 0 | 1 | 2   | 5e place          |  |          |

## Trophées et honneurs personnels
- 2016-2017 : nommé dans la deuxième équipe d'étoiles de l'ECAC